# Maurice Diot

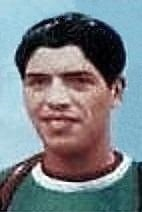
Maurice Diot

Maurice Diot (* 13. Juni 1922 in Paris; † 4. März 1972 in Migennes) war ein französischer Radrennfahrer.

## Sportliche Laufbahn
Als Amateur gewann er 1941 das Eintagesrennen Paris–Meaux–Paris. 1945 siegte er im Saisonauftaktrennen Paris–Ézy und im Rennen Paris–Provins.
1946 wurde Diot Unabhängiger und 1951 Berufsfahrer im Radsportteam Mercier-BP-Hutchinson. Er blieb bis 1958 aktiv. Seine bedeutendsten Erfolge als Radprofi waren der Etappensieg in der Tour de France 1947 und der Sieg im Distanzrennen Paris–Brest–Paris 1951.
1946 gewann er die erste Austragung des Etappenrennens Tour de la Manche. Weitere bedeutende Erfolge feierte er in den Rennen Grand Prix d’Espéraza 1947, im Grand Prix d’Issoire 1948, bei Paris–Brüssel 1949, im Boucles de la Seine 1950, im Grand Prix de l’Écho d’Oran 1951 und in der Tour du Loiret 1954. Etappensiege erzielte Diot 1946 in der Tour de la Manche, 1948 in der Tour de l’Ouest und 1949 im Rennen Paris–Saint-Étienne. Zweiter wurde er im Grand Prix d’Espéraza 1947, bei Paris–Saint-Étienne 1949, bei Paris–Roubaix 1950 hinter Fausto Coppi, bei Bordeaux–Paris 1950 hinter Wim van Est und 1953 im Rennen Lüttich–Bastogne–Lüttich hinter Alois De Hertog.
In der Tour de France war er sechsmal am Start. Er wurde 1947 49., 1953 60. der Gesamtwertung. 1948, 1949, 1950 und 1955 schied er aus.